# 허형식
허형식(許亨植, 1909년 ~ 1942년)은 한국의 독립운동가이다. 본관은 김해 허씨로 허위의 종질이다.

## 생애
1930년 5월 1일‘붉은 5월 투쟁’에 참가하여 하얼빈 일본총영사관 습격을 주도하였다. 1932년 1월 만주성위 빈현특별당지부 선전위원의 직책을 맡아 빈현 일대에서 반일동맹회·공산주의청년단·자위대 등 항일 단체들을 조직하였다. 1933년 3월에는 탕원현으로 가서 항일유격대 창건을 지원하여 1,400여 명의 회원을 결집하는 데 성공하였다. 1933년 10월 주하반일유격대가 창건되자 항일 선전과 항일 투쟁 의식 고취를 통해 항일유격대를 지원하였다. 1934년 6월 동북반일유격대 합동지대 제3대대 정치지도원이 되었으며, 그 해 가을에는 제1대대장이 되었다. 
1935년 1월 말 당세의 확대 및 유격구의 확대에 힘입어 합동지대는 지방청년의용군을 흡수하여 동북인민혁명군 제3군 제1독립사로 발전하였다. 그는 제3군 제2단의 단장이 되었고, 동년 9월 제3군 제3단 정치부 주임, 1936년 초 제3군 제3사 정치부 주임이 되었다. 1936년 1월 중국 동북의 항일 부대는 동북항일연군으로 재편성되어 항일민족통일전선이 실현되었다. 허형식이 소속된 동북인민혁명군 제3군은 동년 8월 1일 동북항일연군 제3군으로 개편되었다. 이어서 9월 중국공산당 북만임시성위원회 위원 겸 동북항일연군 제3군 제1사 정치부 주임이 되었다. 
1936년 9월 중국공산당 주하·탕원중심현위와 항일연군 3군 및 6군의 연석회의에서 확정된 방침에 따라, 동년 11월 3군 1사 선전대를 이끌고 소흥안령산맥 부근의 철력현으로 진출하였고, 뒤따라 온 3군 6사 및 9사 부대 200명과 합류하였다. 구도강·팔도강 등지에서 항일 선전과 대중사업을 활발히 전개하였고, 일본군 및 만주국군의 연합 토벌대 300여 명과 격전을 벌여 큰 승전을 거두었다. 
1937년 2월 동북항일연군 의동판사처 주임에 임명되었고, 1937년 6월 제9군 정치부 주임을 거쳐 1938년 6월에는 동북항일연군 제3군 제1사 사장(師長)이 되었다. 이 해 말까지 해륜·경안현 등지에서 투쟁하였다. 1939년 1월부터 중국공산당 북만성위 집행위원 겸 수해지구대표단 부지휘, 용남지휘부 책임을 맡아 동북항일연군 제3군 제3·4지대와 독립 제1·2사를 지휘하였다. 그리고 동년 4월 동북항일연군 제3로군 총참모장 겸 제3군장에 임명되었고, 1940년 봄에는 동북항일연군 제3로군 총참모장 겸 12지대 정치위원으로 북만에서의 항일 투쟁을 주도하였다. 
1941년 초 제3로군은 참모장 허형식이 지휘하였다. 일제는 1941년 중반 이후 북만에서의 항일 무장투쟁 중 만주국 군경을 대거 동원하여 제3로군을 집중 공격하였다. 허형식은 생존한 제3로군 200여 명을 총괄 지휘하면서 대중 조직 사업과 유격전을 벌였다. 1942년 7월 말 각처를 돌아다니며 소분대의 활동을 지도하던 중, 8월 3일 아침 경성현 청풍령에서 만주국 토벌대에 포위되어 격전을 벌이다가 전사하였다.